# Bhavnagar (Distrikt)
Der Distrikt Bhavnagar (Gujarati ભાવનગર જિલ્લો) ist ein Distrikt im westindischen Bundesstaat Gujarat. Die Fläche beträgt 7034 km². Verwaltungssitz ist die gleichnamige Stadt Bhavnagar.

## Bevölkerung
Nach der Volkszählung 2011 lag die Einwohnerzahl des Distrikts in seinen Grenzen ab 2013 bei 2.410.211 (1.248.670 männlich, 1.161.541 weiblich). 999.077 Personen (41,45 Prozent) der Bevölkerung lebten in städtischen Siedlungen. Der Urbanisierungsgrad lag damit etwa im Durchschnitt Gujarats (42,6 Prozent). 6,5 Prozent der Bevölkerung gehörten registrierten unterprivilegierten Kasten (Scheduled Castes) an. Im Distrikt gab es so gut wie keine Angehörigen der registrierten indigenen Stammesbevölkerung (Scheduled Tribes, Adivasi).